# مقاطعة تويغز (جورجيا)
مقاطعة تويغز (بالإنجليزية: Twiggs County)‏ هي إحدى المقاطعات في ولاية جورجيا في الولايات المتحدة الأمريكية.

## أعلام
- كوري وليامز
- فيليب كوك
- جيمس ميلتون سميث